# Ottochloa nodosa
Ottochloa nodosa är en gräsart som först beskrevs av Carl Sigismund Kunth, och fick sitt nu gällande namn av James Edgar Dandy. Ottochloa nodosa ingår i släktet Ottochloa och familjen gräs. Inga underarter finns listade i Catalogue of Life.